# Ruth M. Van Dyke
Ruth M. Van Dyke ist eine US-amerikanische Archäologin und Anthropologin. Ihr archäologisches Forschungsinteresse umfasst indianische Kulturtraditionen des Südwesten der Vereinigten Staaten, besonders die Chaco-Canyon-Kultur sowie Migration im Europa des 19. Jahrhunderts und Texas.

## Leben
Van Dyke studierte an der University of Texas at Austin und erhielt dort im Mai 1986 einen Bachelor of Arts (B.A.) in Anthropologie. Danach studierte sie am Department of Anthropology der University of Arizona, wo sie im Dezember 1988 einen Master of Arts (M.A.) in Anthropologie erhielt. An letzterer erhielt sie im Mai 1998 einen Ph.D. in Anthropologie mit der Dissertation The Chaco Connection: Bonito Style Architecture in Outlier Communities.
Von 1998 bis 2001 war Van Dyke Assistant Professor am Department of Anthropology der California State University in Fullerton. Anschließend wurde sie am Department of Anthropology des Colorado College in Colorado Springs tätig, von 2001 bis 2007 als Assistant Professor und von 2007 bis 2008 als Associate Professor. Seit 2008 ist sie Associate Professor am Department of Anthropology der Binghamton University.
Sie ist mit dem Archäologen und Anthropologen Randall H. McGuire verheiratet. Zusammen mit ihrem Ehemann unterstützt Van Dyke die Organisation No More Deaths/No Mas Muertes, welche illegale Grenzgänger an der US-amerikanisch-mexikanischen Grenze mit Wasserbehältern unterstützt, sowie sich um Abschiebehäftlinge in Nogales, Sonora kümmert.
Van Dyke ist Mitglied der American Anthropological Association, der Arizona Archaeological and Historical Society, sowie der Society for American Archaeology.

## Veröffentlichungen (Auswahl)
- Ruth M. Van Dyke, Susan E. Alcock [Hrsg.]: Archaeologies of Memory. (2003, Blackwell Publishers, Oxford and Malden, Mass)
- Ruth M. Van Dyke: The Chaco Experience: Landscape and Ideology at the Center Place. (2007, School of Advanced Research Press, Santa Fe)
- Robert Powers, Ruth M. Van Dyke [Hrsg.]: An Archaeological Survey of the Additions to Chaco Culture National Historic Park. (2012, Chaco Center Publications in Archaeology, National Park Service, Santa Fe. Electronic publication, Chaco Research Archive)
- Ruth M. Van Dyke, Reinhard Bernbeck [Hrsg.]: Imagined Subjects: Alternative Narratives in Archaeology. (2015, University Press of Colorado, Boulder)
- Ruth M. Van Dyke [Hrsg.]: Practicing Materiality (2015, University of Arizona Press)